# Vester Hjermitslev
Vester Hjermitslev is een plaats in de Deense regio Noord-Jutland, gemeente Jammerbugt. De plaats telt 472 inwoners (2008). Het dorp ligt aan de voormalige spoorlijn Hjørring - Aabybro. Het stationsgebouw is nog aanwezig.